# العلاقات الكويتية الإسواتينية
العلاقات الكويتية الإسواتينية هي العلاقات الثنائية التي تجمع بين الكويت وإسواتيني.

## مقارنة بين البلدين
هذه مقارنة عامة ومرجعية للدولتين:
| وجه المقارنة                                              | الكويت        | إسواتيني                                   |
| --------------------------------------------------------- | ------------- | ------------------------------------------ |
| المساحة (كم2)                                             | 17.82 ألف     | 17.36 ألف                                  |
| عدد السكان (نسمة)                                         | 4.14 مليون    | 1.37 مليون                                 |
| الكثافة السكانية (ن./كم²)                                 | 232.32        | 78.92                                      |
| العاصمة                                                   | مدينة الكويت  | لوبامبا، مبابان                            |
| اللغة الرسمية                                             | اللغة العربية | لغة إنجليزية، لغة سوازي                    |
| العملة                                                    | دينار كويتي   | ليلانغيني سوازيلندي                        |
| الناتج المحلي الإجمالي (بليون دولار)                      | 120.13 مليار  | 4.41 مليار                                 |
| الناتج المحلي الإجمالي (تعادل القوة الشرائية) بليون دولار | 290.53 مليار  | 11.13 مليار                                |
| الناتج المحلي الإجمالي الاسمي للفرد دولار أمريكي          | 29.30 ألف     | 3.20 ألف                                   |
| الناتج المحلي الإجمالي للفرد دولار أمريكي                 | 73.25 ألف     | 8.29 ألف                                   |
| مؤشر التنمية البشرية                                      | 0.816         | 0.531                                      |
| رمز المكالمات الدولي                                      | +965          | +268                                       |
| رمز الإنترنت                                              | .kw           | .sz                                        |
| المنطقة الزمنية                                           | ت ع م+03:00   | التوقيت القياسي لجنوب أفريقيا، ت ع م+02:00 |

## منظمات دولية مشتركة
يشترك البلدان في عضوية مجموعة من المنظمات الدولية، منها:
| علم المنظمة | اسم المنظمة                               | تاريخ انضمام الكويت | تاريخ انضمام إسواتيني |
| ----------- | ----------------------------------------- | ------------------- | --------------------- |
|             | الاتحاد البريدي العالمي                   | ?                   | ?                     |
|             | يونسكو                                    | 18 نوفمبر 1960      | 25 يناير 1978         |
|             | البنك الدولي للإنشاء والتعمير             | 13 سبتمبر 1962      | 22 سبتمبر 1969        |
|             | منظمة التجارة العالمية                    | ?                   | ?                     |
|             | وكالة ضمان الاستثمار متعدد الأطراف        | 12 أبريل 1988       | 18 أبريل 1990         |
|             | البنك الإفريقي للتنمية                    | ?                   | ?                     |
|             | الاتحاد الدولي للاتصالات                  | 14 أغسطس 1959       | 11 نوفمبر 1970        |
|             | منظمة الشرطة الجنائية الدولية             | ?                   | ?                     |
|             | مؤسسة التمويل الدولية                     | 13 سبتمبر 1962      | 22 سبتمبر 1969        |
|             | الأمم المتحدة                             | 14 مايو 1963        | 24 سبتمبر 1968        |
|             | مؤسسة التنمية الدولية                     | 13 سبتمبر 1962      | 22 سبتمبر 1969        |
|             | منظمة حظر الأسلحة الكيميائية              | ?                   | ?                     |
|             | المركز الدولي لتسوية المنازعات الاستشارية | 4 مارس 1979         | 14 يوليو 1971         |

## وصلات خارجية
- موقع وزارة الخارجية الكويتية